# News Frankfurt
News Frankfurt (eigene Schreibweise NEWS Frankfurt) war eine Tageszeitung in Frankfurt am Main. Das Blatt erschien jeweils montags bis freitags und im Format Tabloid rheinisch. NEWS Frankfurt kostete 50 Cent und war auch im Abonnement erhältlich. Der Redaktionssitz wurde Anfang Mai 2006 nach Berlin verlegt. Dort erschien seit 7. August 2006 die Zeitung unter dem Namen BusinessNews mit einem neuen redaktionellen Schwerpunkt. Seit dem 18. Juni 2007 ist auch dieses Nachfolgeblatt eingestellt.
News Frankfurt enthielt folgende Rubriken:
- Nachrichten
- Frankfurt
- Wirtschaft
- Entdecken (Wissenschaft, Gesundheit)
- Erleben (Kultur, Kino, TV, Szene)
- Sport

Als Kolumnisten schrieben unter anderem Michel Friedman und Bruder Paulus Terwitte.
Herausgeberin war die Verlagsgruppe Georg von Holtzbrinck, die dafür die Tabloid Verlagsgesellschaft als hundertprozentige Tochter der (ebenfalls zu Holtzbrinck gehörenden) Verlagsgruppe Handelsblatt gründete. Die Texte von News Frankfurt wurden in Teilen aus Holtzbrinck-Blättern wie dem Handelsblatt und dem Tagesspiegel übernommen. Vor allem regionale Inhalte, Sport und Kultur wurden von einer eigenen Redaktion betreut.